# Staccato
O staccato ou destacado também chamado de ponto de diminuição — designa um tipo de fraseio ou de articulação no qual as notas e os motivos das frases musicais devem ser executadas com suspensões entre elas, ficando as notas com curta duração. É uma técnica de execução instrumental ou vocal que se opõe ao legato.
Os pontos de diminuição começavam a ser empregados no século XVIII nas composições de François Couperin e Jean Philippe Rameau.

## Instrumentos de Sopro
Nos instrumentos de sopro, através da utilização de sílabas, é possível alterar a forma como se articula um som.
Assim, os instrumentistas de sopro utilizam por norma três tipos de staccato.

### Staccatosimples ou ponto simples
É um ponto colocado acima ou abaixo da nota (próximo a cabeça da nota) que divide o valor em duas metades, sendo a primeira de som e a segunda de silêncio.

### Staccatosecco ou ponto alongado
É um sinal em forma de triângulo - um acento alongado - apontando para a cabeça da nota, que divide o valor em quatro partes, sendo o primeiro quarto de som e os três quartos restantes de silêncio.

### Staccatomisto ou ponto ligado
É um sinal composto de ponto e traço, que divide o valor em quatro partes, sendo as primeiras três partes de som e a última de silêncio.
O ponto ligado também é chamado de portato. A emissão das notas é feita de uma maneira intermediária entre legato e o staccato.
1. ↑  «Destacado». Michaelis On-Line. Consultado em 23 de maio de 2022
2. ↑  BOHUMIL, Med. Teotia da Música - 5ª Ed. - Vade Mecum de teoria musical - Brasília, DF: Musimed, 2017.